# Treinstam

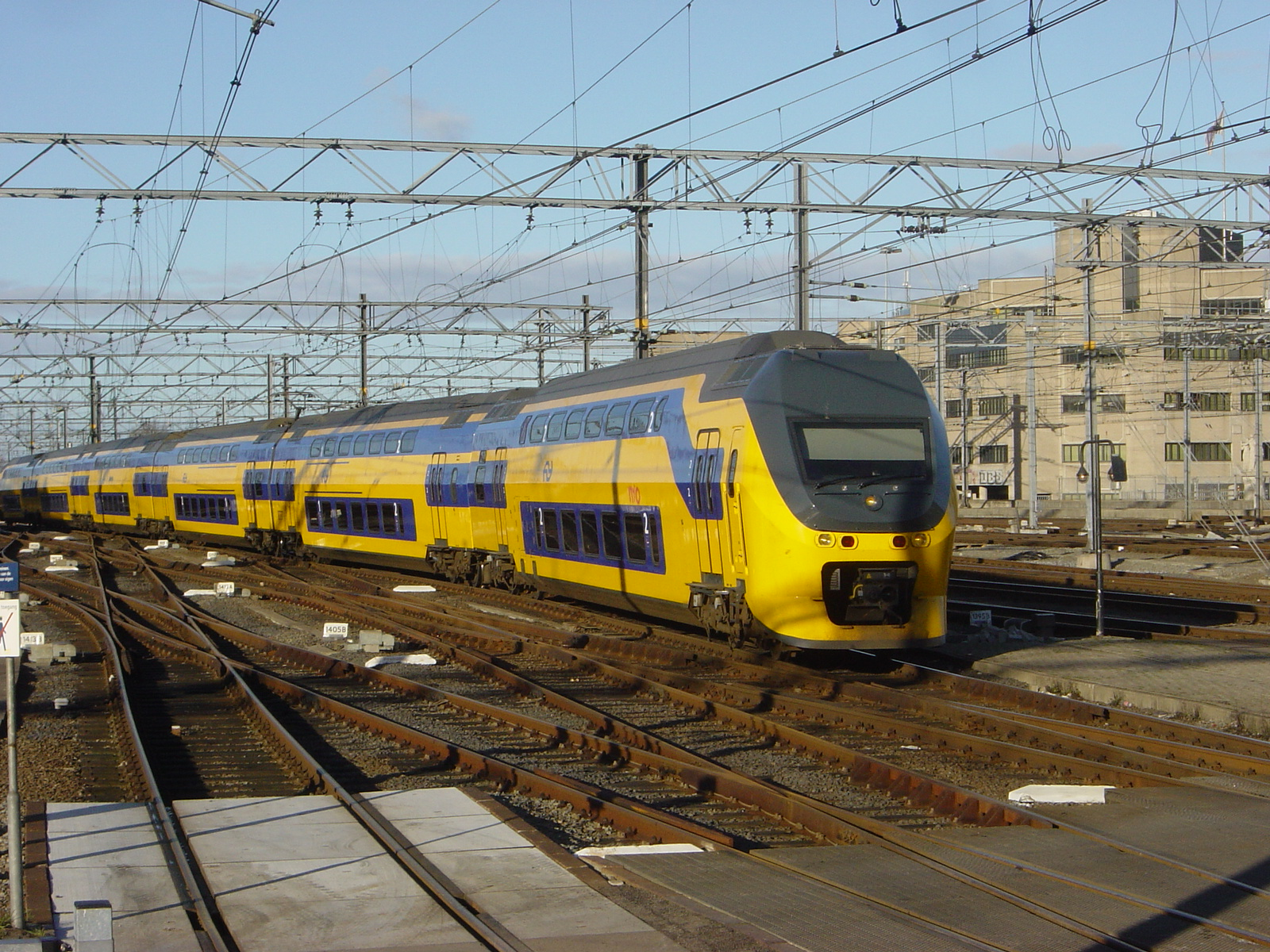
Voorbeeld van een treinstam: VIRM te Utrecht Centraal.

Een treinstam bestaat uit een aantal gekoppelde rijtuigen, die samen een vaste samenstelling vormen. Het verschil met een treinstel is dat binnen een treinstam een koppeling gebruikt wordt die het mogelijk maakt om de stam eenvoudig van samenstelling te veranderen. Dit in tegenstelling tot een treinstel, waarbij de rijtuigen permanent aan elkaar vastgemaakt zijn.
Ook het nummersysteem werkt anders. De rijtuigen binnen een stam hebben hun eigen baknummer, maar om de stam als geheel te kunnen identificeren, wordt een vier- of vijfcijferig stamnummer gebruikt. Omdat bepaalde rijtuigen in diverse soorten combinaties inzetbaar zijn, is gekozen voor een speciale manier van nummeren. Aan de eerste twee cijfers kan worden afgelezen om wat voor combinatie het gaat. De laatste twee cijfers vormen het volgnummer, dat identiek is aan het volgnummer van één bepaald rijtuig in de stam.

## Nederland

### DD-AR
Met het dubbeldeksaggloregiomaterieel werd het begrip 'treinstam' bij de Nederlandse Spoorwegen geïntroduceerd. De stammen bestonden aanvankelijk uit een stuurstandrijtuig (Bvk) en een locomotief uit de serie 1700, met daartussen een variabel aantal tussenrijtuigen. Later is bij veel stammen de locomotief vervangen door een motorrijtuig type mDDM. De tussenrijtuigen zijn hoe dan ook afhankelijk van het stuurstandrijtuig en kunnen dus niet los ingezet worden. Wel kunnen de rijtuigen eenvoudig met elkaar uitgewisseld worden en kan er eenvoudig in stamlengte gevarieerd worden, doordat de rijtuigen binnen de stam van normaal stoot- en trekwerk zijn voorzien. Aan weerszijden van de stam is een BSI-koppeling gemonteerd. De stamlengte en de aanwezigheid van een 1700 of anders een mDDM bepalen de twee eerste cijfers van het stamnummer. Het volgnummer van de stam is afhankelijk van het volgnummer van de Bvk.

### VIRM
Het Dubbeldeks-interregiomaterieel wordt gezien als treinstam, omdat de rijtuigen binnen de stam zijn vastgekoppeld door middel van een semiautomatische koppeling. Hierbij dient te worden opgemerkt dat de technische apparatuur zoals tractie-installatie en compressor is verdeeld over de rijtuigen. Er kan dus niet willekeurig een stam worden samengesteld. Bij het samenstellen van een treinstel moet de baktypevolgorde worden gerespecteerd. Bij het IRM is het volgnummer afhankelijk van de ABv3/4-bak.

### Rijtuigen
De ICK- en ICR-rijtuigen zijn tegenwoordig samengesteld uit vaste eenheden van één, twee of drie rijtuigen. Iedere eenheid heeft haar eigen viercijferige stamnummer gekregen, dat aanzienlijk korter is dan het 12-cijferige UIC-nummer van de rijtuigen zelf. Ook hier zijn de eerste twee cijfers afhankelijk van het type samenstelling en de laatste twee cijfers identiek aan het volgnummer van één bepaald rijtuig in de stam. Bij bijvoorbeeld stammen bestaande uit een rijtuig 2e klas, een rijtuig 1e klas en weer een rijtuig 2e klas (een zogeheten BAB-stam), bepaalt de A-bak (het 1e klas rijtuig) het volgnummer van de stam.
Een verschil met treinstellen (en ook DD-AR en VIRM) is dat bij ICK en ICR reizigers in een rijdende trein kunnen doorlopen van de ene naar de andere treinstam.

## België

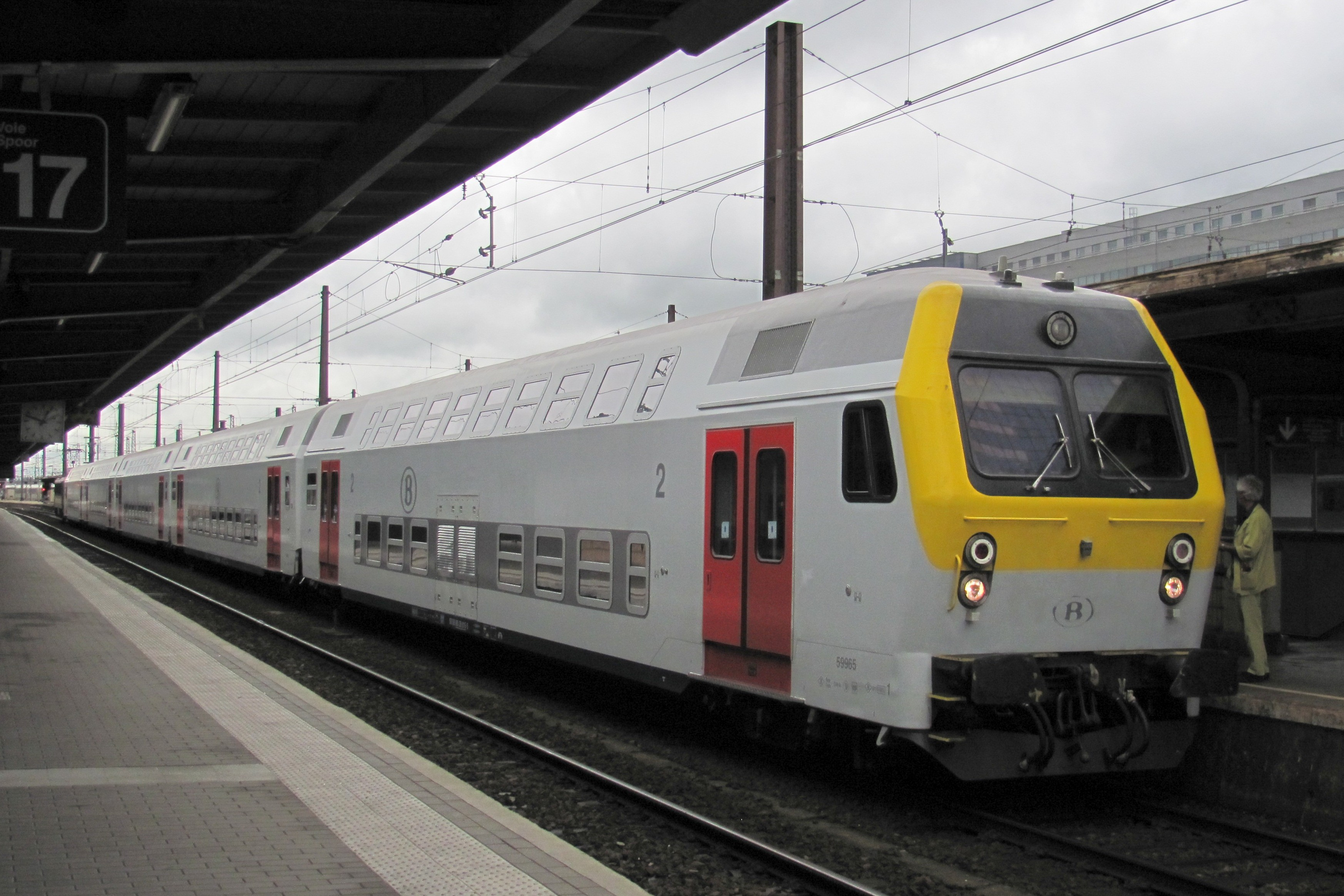
De M5 dubbeldeks treinrijtuigen rijden altijd in stammen en kunnen nooit gecombineerd worden met andere rijtuigen, dit vanwege de elektrische omvormer die in de stuurstand bevindt en niet individueel in de rijtuigen.

Bij de Belgische Spoorwegen is de AM80 (Break) min of meer een treinstam. Toch kan men hier niet echt spreken van een treinstam, omdat bij deze driedelige treinstellen de positie van de rijtuigen steeds ongewijzigd blijft.

Wanneer men een langere trein wenst, koppelt men de treinstellen aan elkaar en men bekomt zo een langere trein.
De AM96 is een goed voorbeeld van motorstellen die goed koppelbaar zijn en waar men zelfs van het ene naar het andere motorstel kan stappen. Wanneer de treinstellen koppelen, kan de stuurstand opzij worden geschoven zodat de reizigers zich zonder uit te stappen naar het volgende treinstel kunnen begeven. Dit is een variatie op de Nederlandse 'Koploper', die tot 2005 deze mogelijkheid ook bood.
Ook de M5 rijdt telkens in stammen en het materieel wordt altijd als trek-duwtreinen ingezet. Dit komt omdat de elektrische omvormer om 3000 volt gelijkspanning om te vormen naar de geschikte voedingsspanning voor de rijtuigen telkens in het stuurstand (BDx) bevinden en niet individueel in de rijtuigen zelf. 